# كادزماسا يويساتو
كادزماسا يويساتو (باليابانية: 上里 一将) (13 مارس 1986 في اليابان – )؛ هو لاعب كرة قدم ياباني سابق كان يلعب كلاعب وسط.

## وصلات خارجية
- كادزماسا يويساتو على موقع رابطة كرة القدم اليابانية للمحترفين (اليابانية)
- كادزماسا يويساتو على موقع قاعدة بيانات كرة القدم.إي يو (الإنجليزية)
- كادزماسا يويساتو على موقع Soccerway.com (الإنجليزية)
- كادزماسا يويساتو على موقع عالم كرة القدم.نت (الإنجليزية)